# Novska
Novska ist eine Stadt in Kroatien. Sie hat 13.518 Einwohner (Stand 2011) und liegt auf 126 m Höhe in der Gespanschaft Sisak-Moslavina, 95 km südöstlich von Zagreb, an der Autobahn Zagreb–Lipovac. Geographisch und historisch gehört sie zur (Region) Westslawonien.

## Geographie

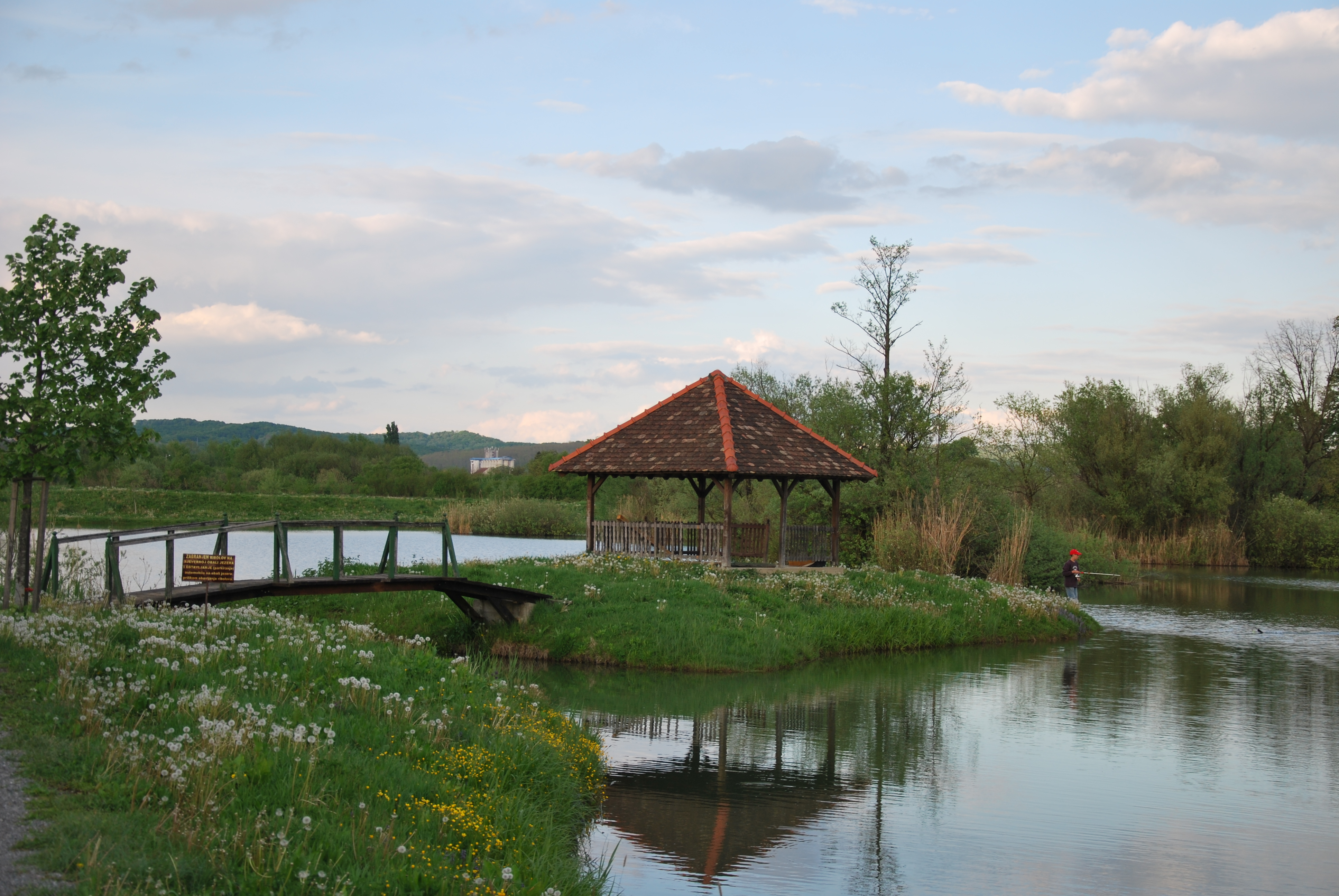
See in Bročice, Novska

Novska liegt im äußersten Osten der Gespanschaft Sisak-Moslavina. Von der kroatisch-bosnisch-herzegowinischen Grenze bei Jasenovac/Donja Gradina und somit auch von der Save liegt Novska ca. 12 km entfernt. Die nächsten größeren Städte sind Sisak, Kutina, Nova Gradiška und in Bosnien Bosanska Gradiška. Novska liegt an den Bächen Novljančica und Veliki Strug im Süden des Stadtgebietes. Im Norden der Stadt befindet sich überdies ein großer Wald mit einem künstlich aufgeschütteten See („Novljansko jezero“); darüber hinaus gibt es in Bročice einen weiteren, kleineren See, der durch die vielen Angler und die zahlreich stattfindenden Turniere bekannt ist.
Im Bereich der Stadt Novska gibt es 23 Siedlungen: Bair, Borovac, Brestača, Brezovac Subocki, Bročice, Jazavica, Kozarice, Kričke, Lovska, Nova Subocka, Novi Grabovac, Novska, Paklenica, Plesmo, Popovac Subocki, Rađenovci, Rajčići, Rajić, Roždanik, Sigetac Novski, Stara Subocka, Stari Grabovac und Voćarica.

## Geschichte
Novska wurde als „Bjelavina“ das erste Mal 1334 urkundlich erwähnt.
Die Kirche Sv. Demetrius wurde auf der Stelle errichtet, wo heute die Kirche des Evangelisten St. Lukas steht. Diese wurde im Jahre 1489 das erste Mal erwähnt. Bis zum Einmarsch türkischer Truppen gehörte das damalige Gebiet Novska der Gräfin Katarina Svetačka. Danach wurde Kristofor Svetački II. zu einem türkischen Vasall. Nachdem dieser erkannte, dass er seinen Besitz nicht halten konnte, übergab er den Sultanen seine Festungen, unter denen auch Novska war, die die Familie 1532 erbaut hatte. Die Festungen wurden damals erbaut, um sich vor türkischen Truppen zu schützen. Das Bestehen dieser Festungen bezeugt auch Luka Ilić Oriovčanin. Es ist überliefert, dass die Festung südlich der heutigen Radnička ulica stand.
Das Gebiet Novska war 450 Jahre im Besitz der Familie Svetački, es ist von 1231 das erste Mal überliefert. Die Türken eroberten während ihres Feldzuges auch die größte Festung in der Umgebung, die Kraljeva Velika. Dieses Dorf liegt heute in der Nähe von Lipovljani, 9 km von Novska entfernt.
Novska war bis 1918 Teil Österreich-Ungarns. Seit 1881 gehörte Novska dem Komitat Požega im autonomen Königreich Kroatien-Slawonien an (damals auch deutsch noch Poschegg genannt). Nach dem Ersten Weltkrieg erklärte sich das Königreich der Serben, Kroaten und Slowenen unabhängig.

## Bevölkerung
Die Gemeinde Novska zählt zufolge der Volkszählung 2011 insgesamt 13.518 Einwohner, von denen 6.550 männlich und 6.968 weiblich sind.

## Schulen
Die Stadt Novska hat insgesamt drei Schulen.
- Osnovna Skola Novska
- Srednja Skola Novska
- Glazbena Skola Novska

## Verkehr

### Straßen
Novska liegt an der Autobahn Zagreb-Lipovac (A3), die im ehemaligen Jugoslawien ein Teil des Autoput Bratstvo i jedinstvo war. Außerdem liegt Novska an den Staatsstraßen D47, die sich von Lipik bis Dvor an der bosnisch-herzegowinischen Grenze erstreckt und an der D312, die die Kreuzung mit der D47 mit dem Stadtzentrum von Novska verbindet.

### Bahn
In Novska befindet sich ein Bahnhof etwas außerhalb des Stadtkerns. Aus Deutschland gibt es seit 2012 keine direkte Zugverbindung mehr. Am Bahnhof in Novska halten folgende Züge:

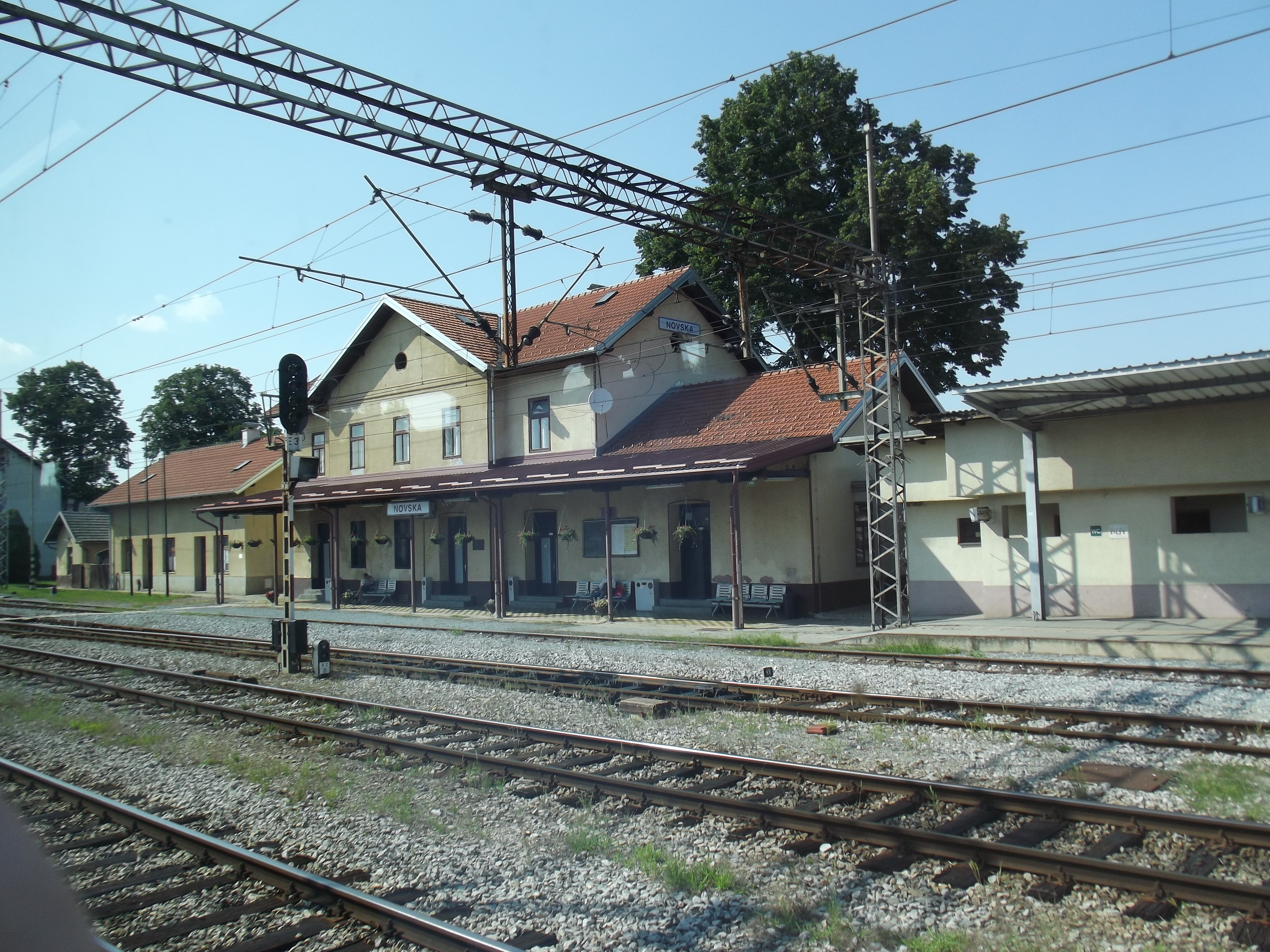
Der Bahnhof in Novska

| Linie/Zugklasse    | Verlauf | Betreiber            |
| ------------------ | --- | -------------------- |
| EN 414/EN 415      | Beograd – Sremska Mitrovica – Vinkovci – Slavonski Brod – Novska – Zagreb Hauptbahnhof/Zagreb Glavni Kolodvor – Ljubljana – Villach Hbf – Innsbruck Hbf – Zürich HB | ŽS, HŽ, SŽ, ÖBB, SBB |
| Putnički vlak      | Novska – Nova Gradiška – Slavonski Brod – Vinkovci – Tovarnik | HŽ                   |
| Brzi vlak          | Vinkovci – Slavonski Brod – Novska – Zagreb Hauptbahnhof – Ljubljana – Villach Hbf                                                                                  | HŽ, SŽ, ÖBB          |
| Putnički/Brzi vlak | Zagreb Hauptbahnhof – Kutina – Novska – Nova Gradiška – Slavonski Brod – Vinkovci                                                                                   | HŽ                   |
| Putnički vlak      | Zagreb Hauptbahnhof – Velika Gorica – Sisak – Sunja – Novska | HŽ                   |

## Stadtfest
Jedes Jahr im Herbst findet das Lukovo u Novskoj statt.

## Städtepartnerschaften
Seit 2013 ist Novska partnerschaftlich verbunden mit der deutschen Stadt Mengen in Baden-Württemberg und dem italienischen Giaveno.

## In Novska geboren
- Kruno Tonković (1911–1989), Bauingenieur
- Vladimir Tadej (1925–2017), Szenenbildner, Kostümbildner, Drehbuchautor, Filmregisseur und Schriftsteller
- Boris Vajda (1933–2015), Opernsänger in der Stimmlage Bassbariton